# 夷夏東西說
夷夏東西說，又稱中國文化東西二元對立說，是一個中国史前文化起源假說，於在1933年由傅斯年提出。此说认为，商部落可能起源自今中國東北地區，商代文化由二個族群建立：商朝的西部由夏人开发，并且商朝的东部由東夷人开发。直到大约1960年以前，中國和西方史學家都以這個假說来解釋中國的史前史。大凌河流域的出土商代銅器，符合這個假說。
根据当时最新發現的考古结果，夷夏東西說得到一些学者的进一步擴展，认为仰韶文化是由西部的夏人建立，而龙山文化由東部的東夷人建立。如中華人民共和國學者方漢文等，認為原始漢族的主體應是來自東夷人。

## 對夷夏東西說的質疑
在1950年代后，夷夏東西說受到了一些學者的質疑，以下是反對者的論據。
- 20世紀50年代的考古發現显示殷墟文化出现在中原的二里岗文化之后。
- 在1959年在二里头遺址被發現的二里头文化，是龙山文化之后，二里岗文化之前出现的文化。雖然考古學界对商代和夏代的界限的分界点仍未有定論，中國學者普遍認为二里岗文化和二里头文化分别是商代和夏代的遺址。
- 在1983年，發現了新的二里岗文化遺址偃师商城遗址。 这发现进一步显示二里头和二里岗文化由不同文化背景的人所控制。
- 考古發現，在公元前2000年左右，山東龙山文化被岳石文化取代。这文化的出现顯示二里岗文化從中原向東的擴展。

在1980年代後，包括山東大汶口文化，大、小淩河紅山文化遺址的發展，使夷夏東西說重新受到重視。